# ペトリニャ
ペトリニャ (クロアチア語: Petrinja) は、クロアチア中部・シサク＝モスラヴィナ郡の基礎自治体である。
ユーゴスラビア紛争対応の一つとして、クロアチア国内外の難民を受け入れる80棟160世帯分のプレハブ住宅等を近郊に建設・設置する事業のために、日本国政府が国連難民高等弁務官事務所に700万アメリカ合衆国ドルを拠出。1995年11月「日本難民センター」が竣工し、2012年4月時点でのべ1万人が利用した。
2020年12月29日、市域内でマグニチュード6.4のペトリニャ地震が発生した。